# Карпова Олена Вікторівна
Карпова Олена Вікторівна (14 червня 1980) — радянська баскетболістка.
Бронзова призерка Олімпійських Ігор 2004 року.